# 播郎州
播郎州，唐朝时设置的州。
析巩州置，治所在播胜县（今四川省珙县西北巡场镇）。辖境相当今四川省珙县西北部地区。北宋后废。